# Arthropteris neocaledonica
Arthropteris neocaledonica là một loài dương xỉ thuộc họ Tectariaceae. Loài này được Edwin Bingham Copeland mô tả khoa học đầu tiên năm 1942.